# C.I.A.
C.I.A. (förkortning för Cru' in Action!) var en amerikansk hiphopgrupp, som bestod av Ice Cube, K-Dee  och Sir Jinx. Gruppen började spela på fester organiserade av Dr. Dre, medlem av den populära hiphopgruppen World Class Wreckin' Cru. Ice Cube och Dr. Dre blev senare medlemmar av gangstarapgruppen N.W.A. Det enda material släppt av gruppen var singeln "My Posse" från 1987, vilket var producerat av Dr. Dre med en Roland TR-808.

## Diskografi

### Singlar
- 1987 – "My Posse"